# Trespasser
Trespasser (orig. Jurassic park: Trespasser) je počítačová hra na motivy filmu Ztracený svět: Jurský park, která byla vydána v roce 1998. Jde o revoluční herní design, který v roce vydání působil nadčasovým dojmem, a to především díky propracovanému fyzikálnímu modelu objektů a celkové atmosféře hry.[zdroj?] Hra má velmi dobrou hudbu i hlasový doprovod, velkého úspěchu u herní komunity však nedosáhla. Přesto má dnes spoustu fanoušků a početnou herní komunitu po celém světě.

## Děj
Děj hry je zasazen do roku 1998, rok po událostech známých z filmu Ztracený svět: Jurský park. Hráč se ocitá v roli Anne, mladé ženy, která se při zřícení turistického letadla ocitne sama na pobřeží jednoho z ostrovů společnosti InGen (Isla Sorna). Na tomto tzv. „Site B“ dosud volně žijí nebezpeční dinosauři, kteří byli společností naklonováni pro park na ostrově Isla Nublar. Ostrov však byl po krachu společnosti narychlo opuštěn a bývalou aktivitu dokládají jen ruiny budov a vraky automobilů zarostlých tropickou vegetací. Na mnoha místech dosvědčují nedávnou tragédii také lidské kostry a poházené zbraně.
Ostrovu tedy vládnou pouze desítky různě velkých a nebezpečných dinosaurů. Jedinou obranou Anne, která musí projít celým ostrovem až k záchraně na vrcholku nejvyšší hory ostrova, Mt. Watson, jsou střelné zbraně. Ty nachází různě po území celého ostrova a s postupem času je jich čím dál tím méně, takže hra je i obtížnější. Anne postupně prochází celým ostrovem, „městečkem“, přístavem, laboratořemi i divokou volnou krajinou plnou dávných mayských památek. Musí se při tom vypořádat s různě inteligentními a nebezpečnými dinosaury. Při tom ji celou dobu doprovází hlas vzpomínek zakladatele Jurského parku, Johna Hammonda (namluvil ho herec Richard Attenborough, který skutečně hrál tuto postavu ve filmu). Hráč se tak zároveň dozvídá mnoho informací z historie klonování dinosaurů a založení parku. Hlas Anne propůjčila hollywoodská herečka britského původu Minnie Driver.

## Zajímavosti
Původně byla hra koncipována jako „survival horror“, po překročení rozpočtu však zůstala nedokončena a byla předělána na akční logickou first-person střílečku. Byla však rozhodně jednou z vůbec prvních her, zobrazujících realisticky venkovní prostředí se spoustou stromů, hýbatelných objektů a dojmem skutečné procházky po nebezpečném ostrově. Nevýhodou je občas trochu složitá manipulace s objekty a místy i kolidující grafika (dva podobné objekty se do sebe zapojí a nejdou oddělit). Celkově je grafika i umělá inteligence dinosaurů na svou dobu velmi dobrá. Zranění dravci například od hráče utíkají a útočí znovu z výhodnější pozice. Občas dokonce útočí velociraptoři ve smečce, což je pro hráče velmi nebezpečné. I býložraví dinosauři jsou mnohdy nevyzpytatelní, pokud si chrání své teritorium.
Přes spíše negativní hodnocení recenzentů a nízkou prodejnost hry po jejím vydání 28. října 1998 (především kvůli na svou dobu značným hardwarovým nárokům) patří Trespasser k nejlepším hrám svého druhu vůbec a dodnes má širokou herní a fanouškovskou základnu. Mnoho zanícených fanoušků již vypustilo do oběhu patche a nově designované levely. Uvažovalo se také o možném pokračování této hry, více informací však zatím není k dispozici.
Na konci roku 2009 se objevila 96. beta verze hry (z celkového počtu 117 verzí), která původně byla určena pro herní recenzenty. Obsahuje mimo jiné i legendární level Pine Valley.
V létě 2010 se dostaly na povrch spekulace o možném získání jedněch z nejstarších verzí hry. Pravděpodobně se jedná o verze určené pro výstavu E3. Bližší informace zatím nejsou známy.
Od prosince 2012 je na webu Trescom.org dostupný původní scénář hlasových komentářů pro Johna Hammonda, z něhož četl sám Richard Attenborough, který excentrického milionáře ztvárnil v prvních dvou filmových adaptacích Jurského parku. Scénář obsahuje okolo 80 neznámých komentářů objasňujících mnohé záhady a nejasnosti spjaté s příběhem hry.

## Dinosauři ve hře
Celkem se ve hře objeví 7 rodů dinosaurů, z toho tři dravci – nejpočetnější Velociraptor se třemi typy a jednou obří alfa-samicí, Tyrannosaurus rex – taktéž tři typy (zřejmě obě pohlaví + alfa-Tyrannosaurus); a menší příbuzný tyranosaura - Albertosaurus. Z býložravců jsou to rohatý dinosaurus Triceratops, "obrněný" Stegosaurus, obří sauropod Brachiosaurus a kachnozobý dinosaurus Parasaurolophus.